# Julian Barbour
Julian Barbour (Gerusalemme, 13 febbraio 1937) è un fisico e filosofo britannico specializzato in teorie di gravità quantistica e in storia della scienza.
La sua fama è principalmente legata al suo libro La fine del tempo (1999), opera divulgativa in cui sintetizza l'esito della sua ricerca pluridecennale sulla natura del tempo e sulla riformulazione della fisica in chiave relazionista, in accordo con le teorie di Leibniz e di Ernst Mach.

## Biografia
Laureatosi all'Università di Cambridge, si specializza successivamente all'Università di Monaco e consegue nel 1968 il dottorato all'Università di Colonia lavorando sui fondamenti della teoria della relatività generale di Einstein. Non prosegue la carriera accademica, preferendo dedicarsi alla speculazione teorica indipendente. Lavora come traduttore dal russo per l'American Institute of Physics e per una casa editrice scientifica. Vive con la moglie e i figli in una fattoria risalente al 1659, College Farm, a Banbury, nei pressi di Oxford.
Nel 1974 pubblica su Nature il suo primo articolo scientifico, che attira molta attenzione guadagnandosi un editoriale di approfondimento da parte della rivista. Si tratta di un primo tentativo di riformulare la teoria della relatività usando il principio di Mach e l'idea che spazio e tempo non siano che il prodotto delle reciproche relazioni di distanza tra oggetti. Su queste basi inizia a lavorare come visiting per sette anni all'Università di Pavia con Bruno Bertotti, con il quale sviluppa più in profondità la teoria. Elabora quindi un'interpretazione della meccanica quantistica ispirata alla interpretazione a molti mondi, che chiama interpretazione a molti istanti, con l'obiettivo di ottenere una quantizzazione del tempo.
Nel 1989 pubblica con la Cambridge University Press il suo primo libro, The Discovery of Dynamics, primo volume di uno studio dedicato alla disputa sul moto assoluto o relativo a partire dalla controversia tra Isaac Newton e Leibniz.
Nel 1999 pubblica La fine del tempo, nel quale, ricostruendo in chiave divulgativa la sua riformulazione della fisica in ottica machiana, sostiene l'illusorietà del tempo: anziché un tempo e uno spazio assoluti, esistebbero solo gli Adesso, delle configurazioni di materia che sono istantanee del nostro universo e di altri possibili universi, raccolte in uno spazio delle configurazioni che egli definisce Platonia. Alcuni di questi Adesso sono configurazioni che conservano registrazioni di eventi passati (capsule temporali), come gli Adesso in cui noi viviamo, in cui reperti storici e ricordi ci permettono di ricostruire l'esistenza di un passato che in realtà è meramente illusorio. La funzione d'onda quantistica seleziona, tra tutti gli Adesso di Platonia, quelli più probabili, che sono principalmente capsule temporali. Ciò conferisce l'apparenza di una freccia del tempo.
La teoria è stata discussa da diversi fisici teorici, tra cui in particolare Lee Smolin, che l'ha però criticata a favore di una concezione realista del tempo, e Carlo Rovelli. Entrambi si sono ispirati al relazionalismo di Barbour per i loro lavori nell'ambito della gravità quantistica a loop.